# 푸른 하늘 아래, 너의 옆
〈푸른 하늘 아래, 너의 옆〉(일본어: 青空の下、キミのとなり 아오조라노시타, 키미노토나리[*])은 아라시의 46번째 싱글이다.

## 개요
전작 〈Sakura〉로부터 약 3개월 만의 싱글이다.
타이틀곡 〈일본어: 青空の下、キミのとなり 아오조라노시타, 키미노토나리[*]〉는 아이바마사키 주연의 후지 TV 계열의 〈게츠쿠〉 드라마 《어서 오세요, 우리 집에》의 주제가이다.

## 수록곡

### 초회 한정반
CD
1. 青空の下、キミのとなり / 푸른 하늘 아래, 너의 옆
작사: wonder note, s-Tnk / 작곡: Gigi, wonder note / 편곡: metropolitan digital clique
  - 아이바 마사키 주연 드라마 《어서 오세요, 우리 집에》 주제가
2. Dandelion
작사: ASIL, Macoto56 / 작곡: AKJ ＆ ASIL / 편곡: A.K.Janeway

DVD
1. 青空の下、キミのとなり (비디오 클립+메이킹)

### 통상반
1. 青空の下、キミのとなり / 푸른 하늘 아래, 너의 옆
2. この手のひらに / 이 손바닥에
작사: 사에키 youthK, SQUAREF, John World / 작곡: Supercharge, 사에키 youthK / 편곡: 요시오카 타쿠
3. 何度だって / 몇 번이라도
작사·작곡·편곡: youth case
4. 青空の下、キミのとなり （オリジナル・カラオケ）

- 오리지널 토크 트랙 〈우라 아라 토크 2015〉